# Néray Katalin
Néray Katalin (Budapest, 1941. október 26. – 2007. szeptember 5.) Széchenyi-díjas magyar művészettörténész, a Ludwig Múzeum igazgatója (1993–2007).

## Életpályája
1959–1964 között végezte az Eötvös Loránd Tudományegyetem Bölcsészettudományi Karát, művészettörténet–magyar szakon. 
1964–1980 között a Kulturális Kapcsolatok Intézetének Propaganda Osztályán foglalkozott kiállítási ügyekkel, majd 1980–1982 között a Művelődési Minisztérium Nemzetközi Propaganda és Sajtó Főosztályán a nemzetközi kiállításcsere volt a területe. 1982–1984 közt a Műcsarnok Nemzetközi Kiállítási Osztályának vezetőjeként, majd 1984–1992 közt a Műcsarnok igazgatójaként dolgozott. 1992-től a Ludwig Múzeum Budapest, majd 1996-tól az utód Ludwig Múzeum – Kortárs Művészeti Múzeum igazgatója volt. Több száz kiállítást rendezett itthon és külföldön, rendszeresen publikált magyar és külföldi lapokban, katalógusokban. Részt vett az Eötvös Loránd Tudományegyetem Tanárképző Főiskola Kar múzeumpedagógiai képzésében.

## Tagságai
1990–1999 között a Kritikusok Nemzetközi Szövetsége (AICA) Magyar Nemzeti Bizottságának elnöke volt. Az ICOM-nak, a CIMAM-nak, a C3 Kulturális és Kommunikációs Központ Alapítvány kuratóriumának és az MTA Művészettörténeti Bizottságának is tagja volt. A velencei biennálé Magyar Pavilonjának kurátora: az 1986-os, 1988-as, 1990-es, 1997-es években. 1996-ban a São Pauló-i Biennálé Universalis kiállításának kelet-európai kurátora, valamint a rotterdami Manifesta 1 főkurátora volt.

## Főbb művei
- A brit szobrászat új útjai (in: kat. Made Strange, Ludwig Múzeum, 1993)
- Utopia, Irony, Displacement (in: Universalis, 23. Bienal de São Paulo, 1996)
- „If All Goes Well”. Hungarian Art in an International Context (in: 3×3 From Hungary, Center for Curatorial Studies, Bard College, Annandale-on-Hudson, New York, 1996)
- Construction–Deconstruction–Reconstruction. Gábor Bachman and the Exhibition Architecture (in: Gábor Bachman: The Architecture of Nothing, a Velencei Nemzetközi Építészeti Kiállítás katalógusa, Műcsarnok, Budapest, 1996)
- Man Looking into a Well – László Fehér and the Hungarian Painting Tradition (in: László Fehér Erinnerungen an Reales, Museum Moderner Kunst Stiftung Ludwig Wien, Palais Liechtenstein 1998)
- Zeitgenössische Kunst in Ungarn (szerk.: Sietz, B., esszék nyolc művészről, München, 1999)
- Blue Fire: Fiatal Művészek 3. Biennáléja (esszék a magyar résztvevőkről, Prága, 1999)
- A magyar neoavantgárd nagy évtizede: 1968–1978; Az utolsó évtized: 1989–1999 (in: Aspekte/Positionen. Kunst in Mitteleuropa 1949–1999, Museum Moderner Kunst Stiftung Ludwig Wien, 1999; in: Nézőpontok/Pozíciók. Művészet Közép-Európában 1949–1999, Ludwig Múzeum Budapest – Kortárs művészeti Múzeum, 2000)
- Desire Hides in Gaze (in: Orshi Drozdik katalógus, Ludwig Múzeum Budapest – Kortárs Művészeti Múzeum, 2002)
- Kozyra a Ludwigban (in: Katarzyna Kozyra „The Rite of Spring”, katalógus, Ludwig Múzeum Budapest – Kortárs Művészeti Múzeum, 2003)
- Párhuzamos életművek (in: Praesens, 2003/1.)
- Az újjászületett Van Abbemuseum (in: Új Művészet, 2003/11.)
- Ha minden jól megy… (in: Praesens, 2004/2.)
- Geometria Magyar (in: kat., Városi Galéria Pilzen, 2004)
- Lakner László Metamorphosis monográfia (Előszó és szerkesztés, Ludwig Múzeum Budapest – Kortárs Művészeti Múzeum, 2004)
- Contemporary Art Situation in Hungary (in: Positioning – in the New Reality of Europe: Art from Polsaand, the Czech Republik, Slovakia and Hungary, The Japan Foundation, Tokió, 2005).

## Díjai
- 1988: Munkácsy Mihály-díj
- 1998: A Magyar Köztársasági Érdemrend tisztikeresztje
- 1999: A Lengyel Kulturális Miniszter kitüntetése, a Martyn Klára-díj
- 2005: Széchenyi-díj.